# Arcasse

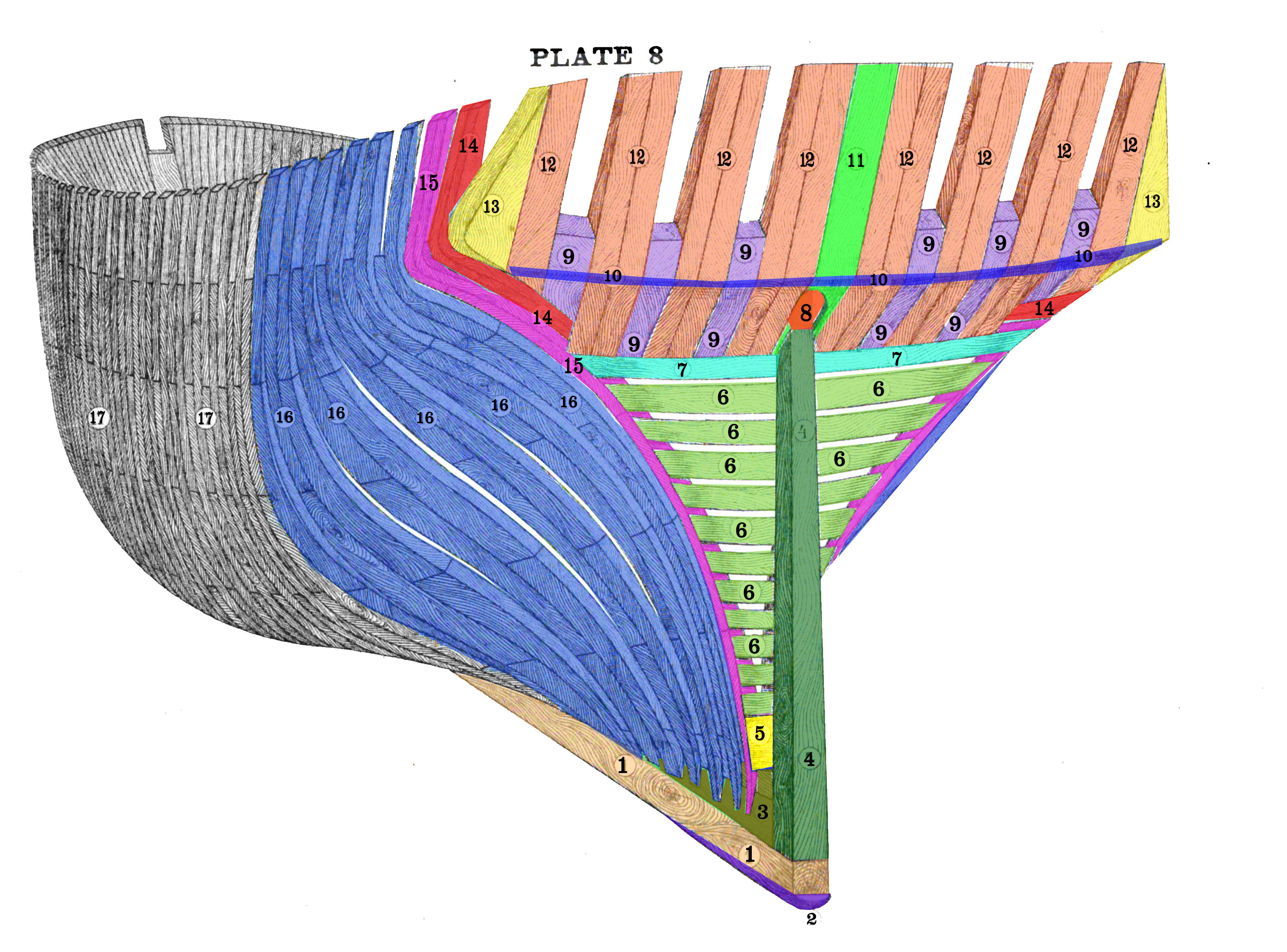
Henri Paasch, Illustrated Marine Encyclopedia, 1890, croquis de la poupe. 1. quille ; 2. aileron ; 3. massif d'étambot/courbe d'étambot ; 4. étambot ; 5. garniture pour bois ; 6. petites barres d'arcasse ou barres de contre-arcasse ou contre-lisses ; 7. barre d'hourdi, lisse de hourdi ou grande barre d'arcasse ; 8. jaumière ; 9. allonge de poupe (voûte) ; 10. bord (voûte) ; 11. apôtre d'étambot ; 12. jambette de voûte ; 13. allonge de côté (voûte) ; 14. couples de l'arrière ; 15. estain ; 16. couples dévoyés ou élancés ; 17. couples droits.

L'arcasse est, en termes de marine, la charpente horizontale qui lie les « estains » (dernier couple avant l'étambot) à l'étambot et dont la fonction est de rigidifier la poupe.
Elle s'appelle stern frame en anglais.
L'« arcasse », la « barre d'arcasse », en argot maritime, se disait aussi du coccyx, ou de la partie postérieure du corps humain.

## Description
La poupe, partie arrière d'un navire, contient l'arcasse, la voûte et le tableau. L'arcasse se compose de l'étambot et de diverses barres assemblées sur cette pièce, transversalement à la direction de la quille.
La plus élevée de ces barres est la barre d'arcasse selon Bonnefoux; puis viennent la barre d'hourdi et la barre de pont; la plus basse est le fourcat d'ouverture, et celles du milieu sont les barres d'écusson ou intermédiaires. Ces barres s'appuient sur l'estain par leurs extrémités intérieures; la barre d'arcasse repose sur la tête de l'étambot, la barre de pont est à la hauteur du premier pont. Les sabords de retraite de la batterie basse des vaisseaux prennent quelquefois le nom de sabords d'arcasse.
Selon Willaumez, l'arcasse d'un bâtiment est en quelque sorte le dernier couple de l'arrière sous une construction qui lui est particulière, le derrière de sa poupe, la face postérieure. Toute la charpente qui la compose est portée par l'étambot. « L'étambot, les estains, les alonges de cornières, la lisse d'hourdi, le fourcatt d'ouverture, les barres du pont et celles d'arcasse, forment ce qu'on nomme l'arcasse: sa plus grande largeur est à la lisse d'hourdi ».
Selon Aubin, l'arcasse est limitée par le haut par la lisse de hourdi (ou grande barre d'arcasse), posée par son milieu sur le haut de l'étambot et par les bouts sur les estains avec lesquels elle forme ce demi-rond qui se voit à l’arrière et auquel on donne également le nom d'« arcasse ».

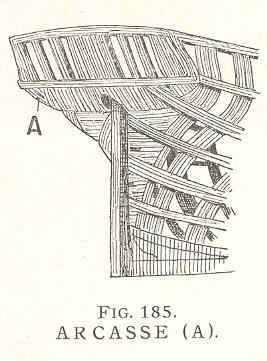
Arcasse
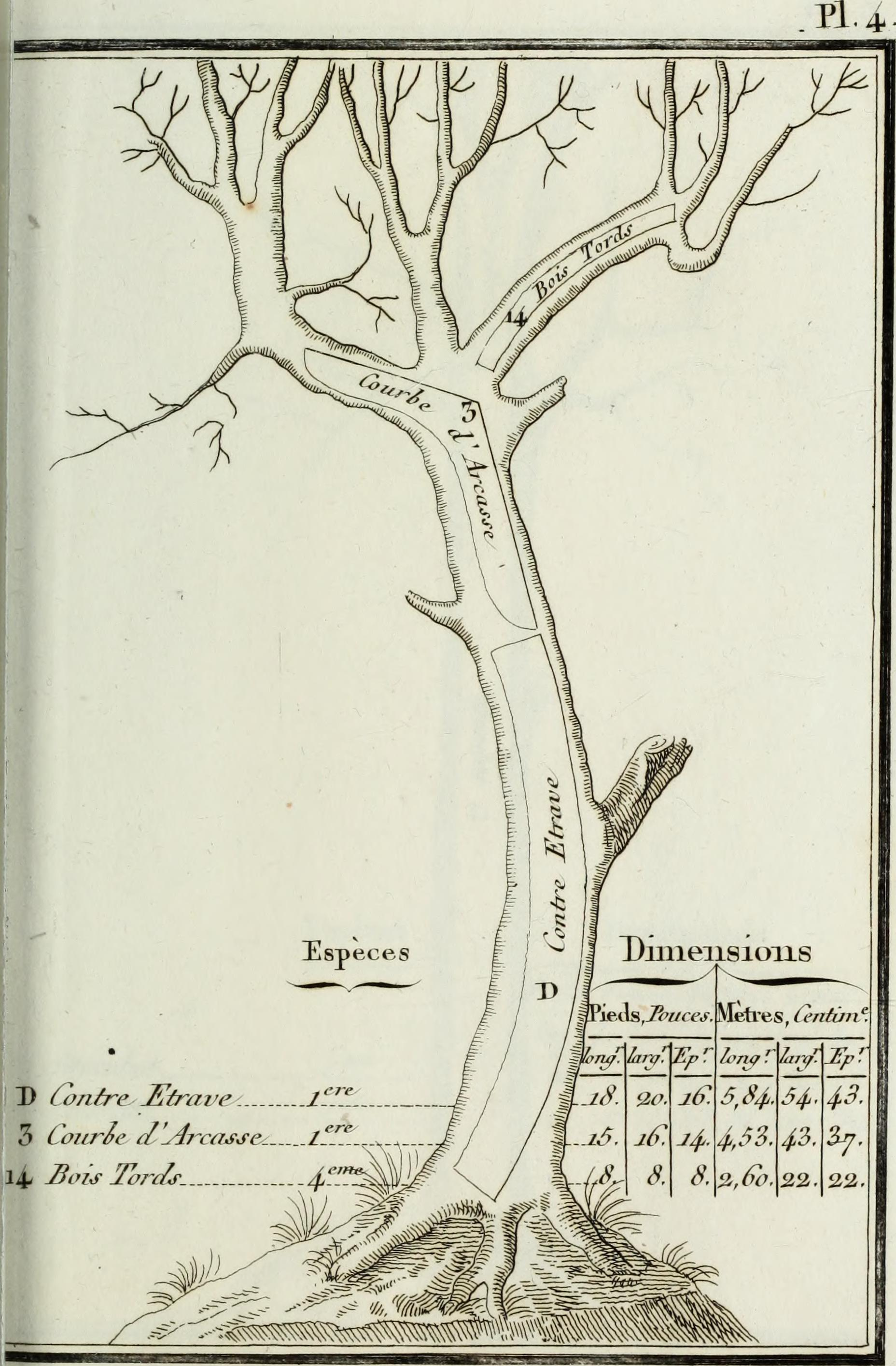
Contre-étrave; Courbe d'arcasse; Bois tords
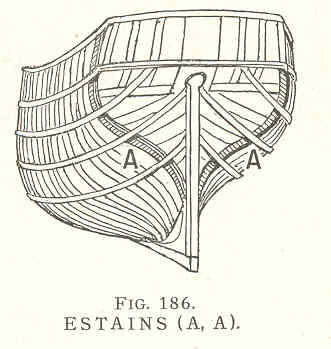
Estains

## Vocabulaire

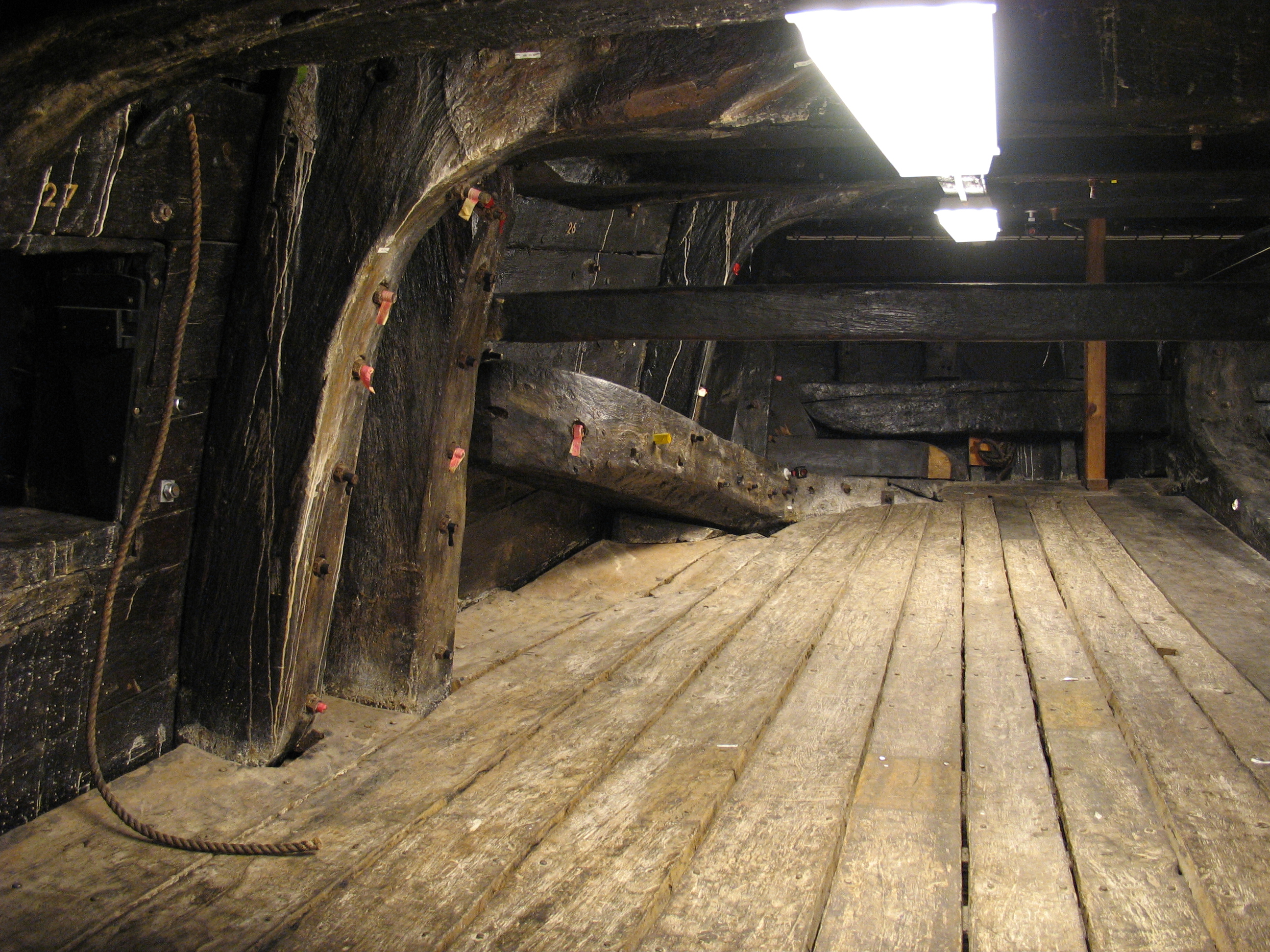
Vasa, probablement courbe d'arcasse visible au fond à gauche, et courbe d'étambot visibles à droite

- Lisse de hourdi, ou grande barre d'arcasse (en néerlandais, hek, hek-balk) — longue pièce de bois qui est dernier des baux de l'arrière et qui contribue à la solidité de la poupe. La lisse de hourdi est aussi large que le vaisseau et sa longueur est à peu près des deux tiers de celle du maître-bau. Elle est posée par son milieu sur le haut de l'étambot et par les bouts sur les estains avec lesquels elle forme un demi rond qui se voit à l’arrière et auquel on donne le nom d'arcasse. La lisse de hourdi est un peu arquée en dehors ou par le haut et soutient l'œuvre morte. Elle a en dessous une râblure (rainure) dans laquelle entrent les bordages de l'arcasse. Son assemblage avec le haut l'étambot est à queue d'aronde aussi bien que ses bouts dans lesquels on efonce encore des chevilles de fer et de bois qu'on fait passer au travers des cornières ou allonges de poupes. Sa râblure doit être de largeur non seulement à contenir les bouts des bordages qui y entrent mais aussi une lisse ou frise qui tombe sur les bordages et qui sert d'ornement[2],[note 1].
- Barres d'arcasse — terme commun à la grande barre d'arcasse et aux petites barres d'arcasse ou barres de contre arcasse ou contre-lisses; Les barres d'arcasse, contre-lisses et barres de contre-arcasse (en néerlandais, worpen, agter banden, wrangen in de Spiegel) sont celles qui se posent au-dessous de la lisse de hourdi: elles sont assemblées à queue d'aronde dans les estains et avec l'étambot par une entaille qu'on leur fait[2],[note 2].
- Voûte (en néerlandais, verwulffel, krom-wulf) — partie extérieure de l'arcasse construite en voute au-dessus du gouvernail. On a coutume de placer au-dessus de la voute le fronton ou cartouche qui porte les armes du Prince.
- courbe d'arcasse — lient, dans chacun des angles de la poupe, les barres de l'arcasse avec le corps du vaisseau, d'un bout contre la lisse d'hourdi, et en retour contre les membres du navire[6];

## Assemblage
L'arcasse d'un grand bâtiment ou arrière carrée, est formée de pièces énormes de bois, qu'on a peine à se procurer à grands frais. La complication de cet assemblage monstrueux exige des travaux importants, de longues chevilles de fer multipliées, et pèse énormément sur l'extrémité du bâtiment.
Les travaux d'assemblage de l'arcasse s'exécutent près de l'extrémité arrière de la quille où l'étambot est placé horizontalement sur des tins: l'assemblage se monte en place sur la quille, au moyen d'une chèvre (bigues et apparaux, caliornes, palans de retenue). On vérifie la position du système par son balancement, en ayant soin de donner à l'étambot l'inclinaison (la quête) indiquée par le devis.
Le montage de l'ensemble « quille, étrave, étambot » est un travail particulièrement délicat qui conditionne tout ce qui suit, y compris l'existence du futur navire et incompatibles avec la rapidité d'exécution.

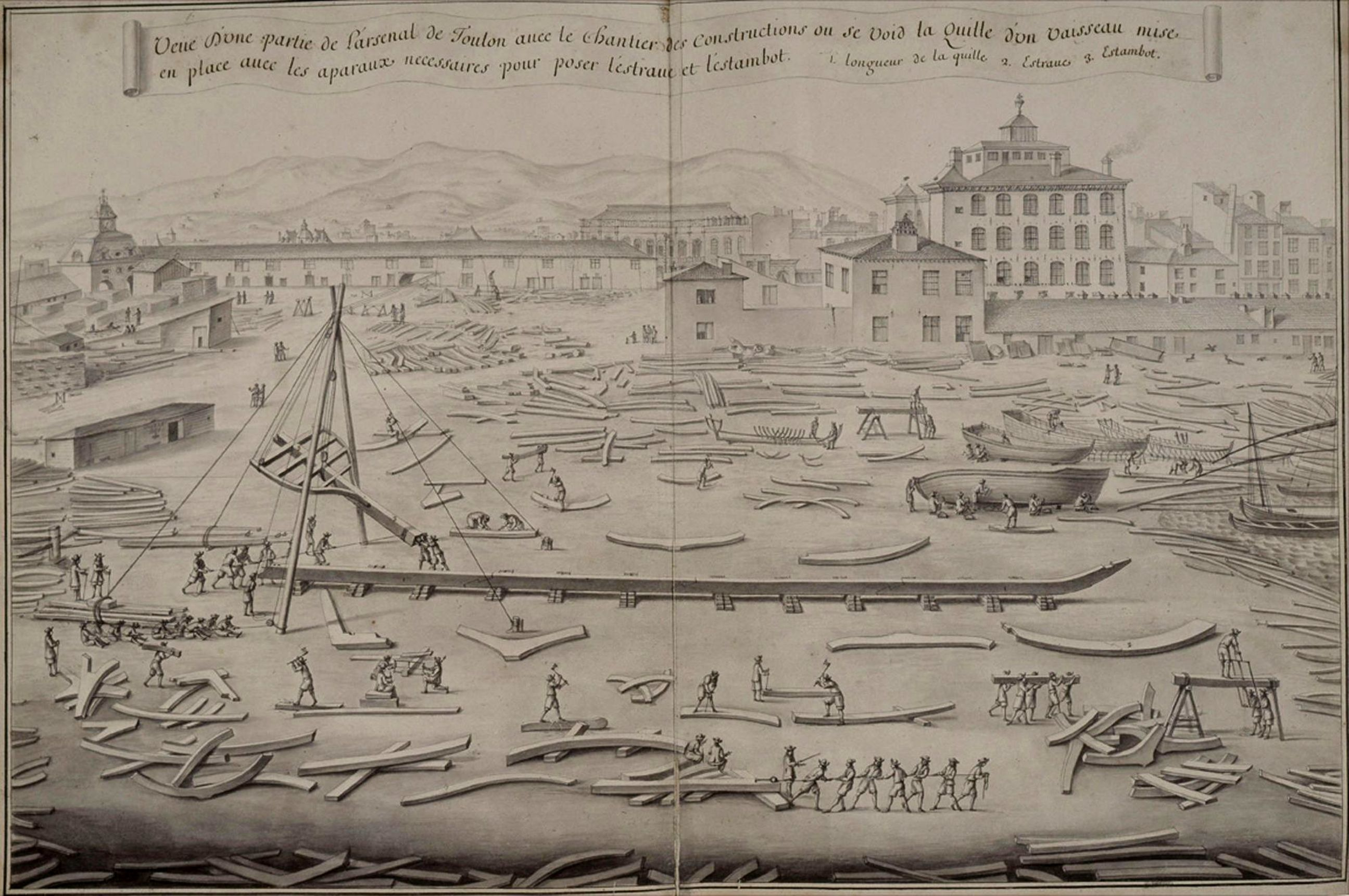
Arsenal de Toulon vers 1670. Quille sur ses tins, prolongée à la proue par le brion ou ringeot, mise en place de la poupe (étambot et arcasse) au moyen d'une chèvre à haubans (bigues et apparaux). L'étrave gît à proximité de la proue.
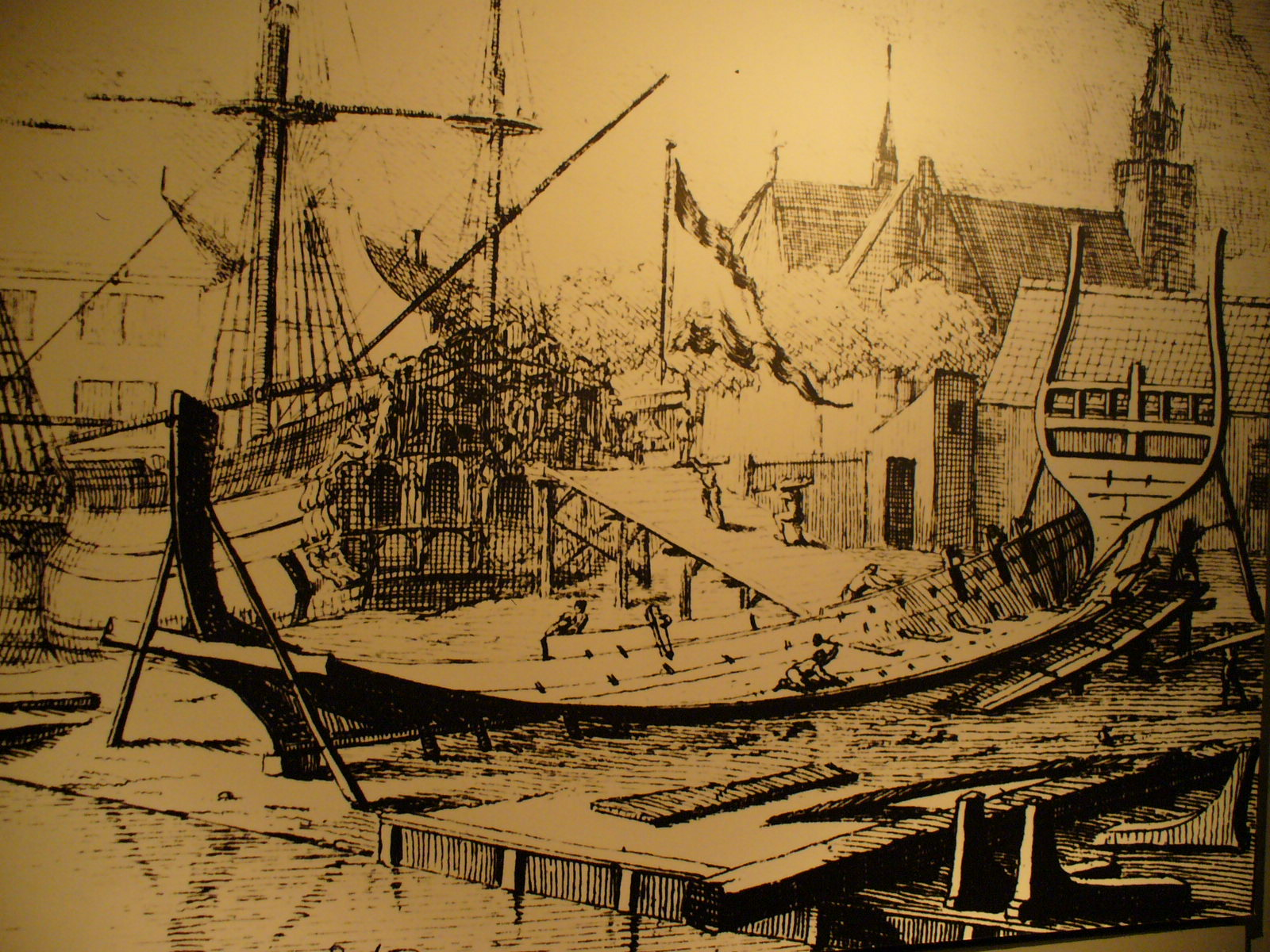
Construction d'un navire, vers. 1700, Sieuwert van der Meulen, 1690 - 1710.